# Marianne Werner

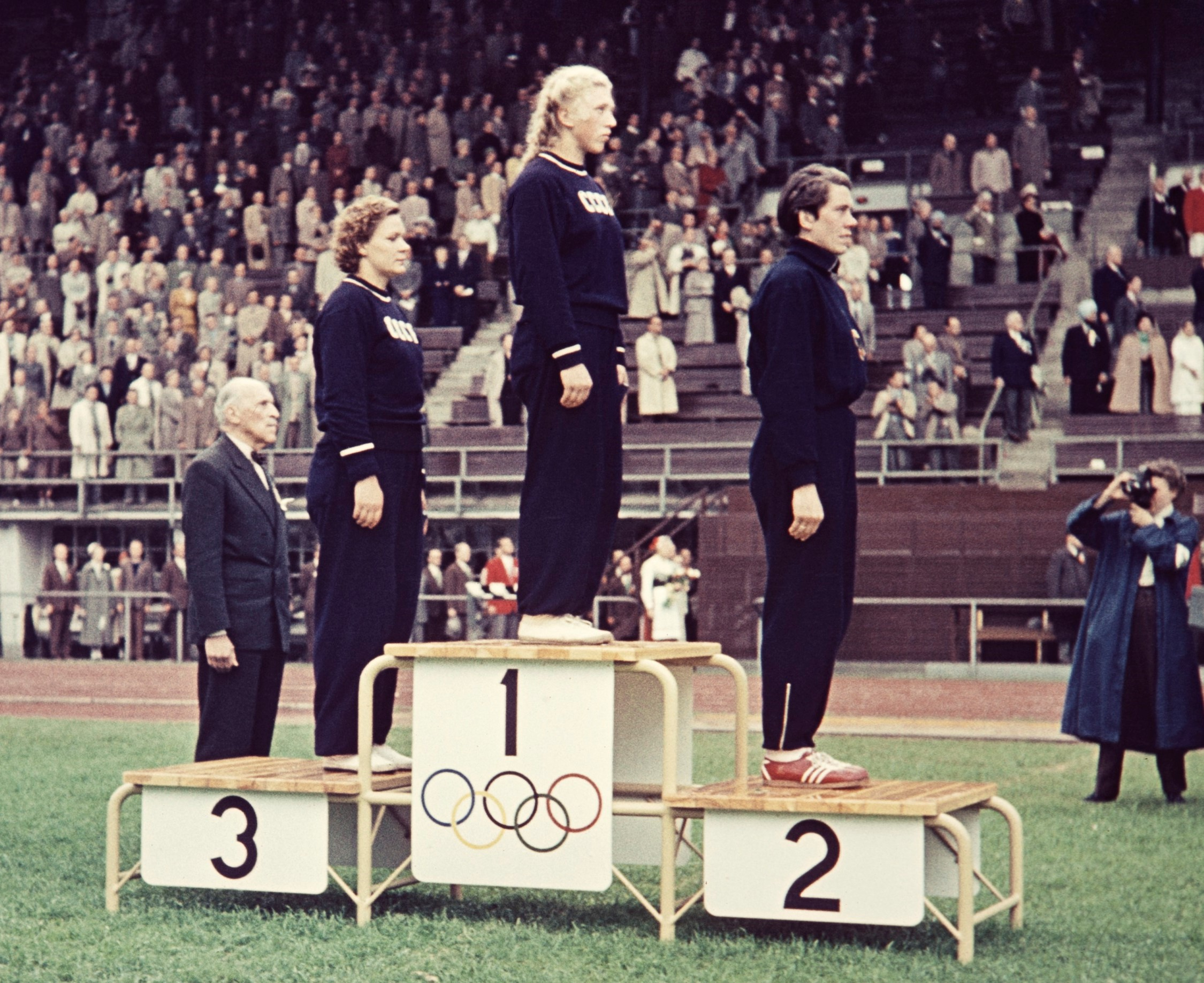
Klawdija Totschonowa, Galina Sybina und Marianne Werner im Jahr 1952

Marianne Werner, später Marianne Werner-Ader, geb. Schulze Entrup (* 4. Januar 1924 in Dülmen; † 22. Juli 2023 in Dortmund) war eine deutsche Leichtathletin und Olympiamedaillengewinnerin, die in den 1950er Jahren zu den weltbesten Kugelstoßerinnen und Diskuswerferinnen gehörte.
Nach ihrer sportlichen Karriere ging sie an die Universität, wurde promoviert und wurde später Professorin für Sportwissenschaften (Lehramtsstudiengänge).
Sie gewann 16 Deutsche Meisterschaften, stellte neun deutsche Rekorde auf, gewann olympisches Silber 1952 sowie olympisches Bronze 1956 und hatte 27 Länderkampfeinsätze. Während sie im Kugelstoßen zwei Olympiamedaillen gewann und einmal Europameisterin wurde, gelangen ihr mit dem Diskus keine Medaillenränge.
1958 würdigten die Sportjournalisten die fast zehnjährige erfolgreiche Karriere mit der Wahl zur Sportlerin des Jahres (Deutschland). 1995 wurde ihr der Verdienstorden des Landes Nordrhein-Westfalen verliehen.
Marianne Werner-Ader war in zweiter Ehe verheiratet und hinterließ ihren Mann, eine Tochter, eine Enkelin, einen Enkelsohn und drei Urenkelsöhne.

## Sportliche Laufbahn
Marianne Werner startete zunächst für die Turngemeinde Münster, danach für den SC Preußen Münster, im Jahr 1952 für den SSV 04 Wuppertal und anschließend für den SC Greven 09. In ihrer aktiven Zeit war sie 1,74 m groß und wog 83 kg. Trainiert wurde sie von ihrem damaligen Mann Erich Werner, der seinerseits in den dreißiger Jahren ein erfolgreicher Leichtathlet (v. a. Speerwurf) gewesen war. Beide veröffentlichten 1961 ein Fachbuch zur „Methodik der Wurfdisziplinen für Schule und Verein“.

## Erfolge im Einzelnen

### International
- 1952, Olympische Spiele: Platz 2 im Kugelstoßen (13,89 – 13,91 – ungültig – ungültig – 14,04 – 14,57 m); Platz 9 im Diskuswurf (41,03 m)
- 1954, Europameisterschaften: Platz 5 im Kugelstoßen (13,93 m), Platz 11 im Diskuswurf (41,36 m)
- 1956, Olympische Spiele (für die Bundesrepublik in der gemeinsamen deutschen Mannschaft startend): Platz 3 im Kugelstoßen
- 1958, Europameisterschaften: Platz 1 im Kugelstoßen (14,24 – 14,34 – 14,66 – 15,57 – 15,74 m – ungültig)

### National
- Diskuswurf: Deutsche Meisterin 1947, 1951, 1952, 1953, 1954. 3. Platz 1955
- Kugelstoßen: Deutsche Meisterin 1953, 1954, 1956, 1957, 1958, 1959. Vizemeisterin 1946, 1947, 1948, 1952, 1960. 3. Platz 1955.
- Fünfkampf: Vizemeisterin 1948

### Persönliche Bestleistungen
- Kugelstoßen: 15,84 m (1958)
- Diskuswurf: 48,36 m (1955)
- Speerwurf: 42,70 m (1948)[5]

### Auszeichnungen
- Sportlerin des Jahres 1958
- Rudolf-Harbig-Gedächtnispreis 1959
- Silbernes Lorbeerblatt 1952 und 1957
- Dr.-Hans-Heinrich-Sievert-Preis 1985